# Friedrich Wilhelm Fey
Friedrich Wilhelm Fey (* 15. November 1854 in Altheim; † 28. April 1933 in Darmstadt) war Direktor der Provinz Starkenburg im Großherzogtum und Volksstaat Hessen.

## Familie
Der Vater von Friedrich Wilhelm Fey, Philipp Ludwig Fey (1797–1861) war Pfarrer, die Mutter, Karoline, eine geborene Kritzler.
Friedrich Wilhelm Fey heiratete 1888 Frieda Knöckel (* 1866), Tochter des Fabrikanten und Kommerzienrats Theodor Knöckel. Ihre gemeinsame Tochter Thea (1890–1975) heiratete 1913 den Bergwerksdirektor der Zeche Dahlbusch Wilhelm Kesten (1875–1958), der auch von 1925 bis 1946 Vorstandsvorsitzender der Deutschen Libbey-Owens-Gesellschaft für maschinelle Glasherstellung AG (Delog) war.

## Karriere
Friedrich Wilhelm Fey studierte Rechtswissenschaft an den Universitäten Gießen und Leipzig. Nach dem Staatsexamen 1881 begann er eine Verwaltungslaufbahn als Regierungsakzessist und erhielt eine erste besoldete Stelle als Regierungsassessor beim Kreisamt Dieburg und später beim Kreis Bensheim und dem Kreis Friedberg. 1884–1889 war er Amtmann beim Kreis Mainz, 1889 wurde er Ministerialsekretär. Von 1892 bis 1897 stand er dem Polizeiamt Darmstadt vor und wurde 1894 zum Regierungsrat befördert. 1897 bis 1901 war er Kreisrat des Kreises Erbach, 1901 bis 1910 Kreisrat des Kreises Friedberg und ab 1910 Kreisrat des Kreises Darmstadt, ein Amt das mit dem des Direktors der Provinz Starkenburg in Personalunion verbunden war. Er übte die Ämter über die Novemberrevolution hinaus aus und ging 1922 in den Ruhestand.

## Weitere Engagements
- 1893 Staatssekretär bei der Invaliditäts- und Altersversicherungs-Anstalt[1]
- 1895–1897 stellvertretendes ständiges Mitglied des Landesversicherungsamts[1]

## Ehrungen
- 1894 Ritterkreuz I. Klasse des Herzoglich Sachsen-Ernestinischen Hausordens (verleihen von Alfred von Sachsen-Coburg und Gotha)[1]
- 1894 Preußischer Roter Adlerorden IV. Klasse[1]
- 1896 Russischer Sankt-Stanislaus-Ordens II. Klasse[1]
- 1901 Ritterkreuz I. Klasse des Verdienstordens Philipps des Großmütigen[1]
- 1901 Offizierskreuz des niederländischen Ordens von Oranien-Nassau[1]
- 1905 Preußischer Kronenorden III. Klasse[1]
- 1907 Geheimer Regierungsrat[1]
- 1910 Russischer Orden der Heiligen Anna II. Klasse[1]
- 1912 Komturkreuz II. Klasse des Verdienstordens Philipps des Großmütigen[1]
- 1913 Bayerischer Verdienstorden vom Heiligen Michael II. Klasse[1]
- 1915 Geheimrat[1]
- 1922 Dr. jur. h. c.[1]